# ジョッキーマスターズ
ジョッキーマスターズは、日本中央競馬会（JRA）が行う競馬の引退騎手によるエキシビション競走である。

## 第1回

### 概要
2007年4月に東京競馬場に新スタンド「フジビュースタンド」が完成するのを記念して、同年4月22日の第2回東京競馬第2日の最終競走終了後に「東京競馬第13競走」（16:45発走）として芝コース1600mの条件で行なわれた。4月10日に枠順が、4月19日に騎乗馬がそれぞれ発表された。
出場する騎手は同競馬場で行なわれる東京優駿（日本ダービー）および優駿牝馬（オークス）優勝経験のある元騎手で行なわれ、使用する競走馬はJRA競馬学校に所属する走路馬（騎手課程生徒が使用する練習馬）を用いた。レースで使われたゼッケンなどはレース終了後オークションに出され、収益は能登半島地震義援金として寄付された。
エキシビション競走のため馬券の発売は行われなかったがウインズ立川では3月24日から4月15日の間に優勝騎手予想クイズを行い、的中者の中から抽選でフジビュースタンドの招待券が当たるキャンペーンを行った。また当日の東京競馬場では記念オッズカード（500円）を応援記念馬券の代わりとして発売し的中すると抽選で勝利騎手の勝負服やレース記念Tシャツ、ターフィーグッズなどが的中者全員にプレゼントされた。なお、オッズカードの収益も義援金として寄付された。
なお当レースの実況席には元・関西テレビのアナウンサーである杉本清、評論家である鈴木淑子、現役騎手を代表して田中勝春が座り、誘導馬の鞍上は横山典弘、後藤浩輝と元騎手の細江純子、スターターは柴田政人（1993年東京優駿ウイニングチケット）、プレゼンターは北京五輪野球日本代表コーチの山本浩二、JRA理事長の高橋政行が務めた。パドックでは保田隆芳（東京優駿：1956年ハクチカラ、1961年ハクシヨウ、優駿牝馬：1938年アステリモア、1967年ヤマピット）、郷原洋行（東京優駿：1980年オペックホース、1989年ウィナーズサークル）の姿もあった。また本馬場入場、スタートのファンファーレなどは全て東京競馬場のGIレースの形式に則って行われた。また、当時既に廃止されていた着順確定時に行われる整列を行った。

### 出場騎手
※名前は五十音順
| 騎手名   | JRA通算勝利数 | 東京優駿勝利           | 優駿牝馬勝利                                           |
| -------- | ------------- | ---------------------- | ------------------------------------------------------ |
| 岡部幸雄 | 2943勝        | 1984年シンボリルドルフ | 1971年カネヒムロ、1980年ケイキロク、1983年ダイナカール |
| 加藤和宏 | 604勝         | 1985年シリウスシンボリ | 1982年シャダイアイバー                                 |
| 河内洋   | 2111勝        | 2000年アグネスフライト | 1979年アグネスレディー、1986年メジロラモーヌ           |
| 中野栄治 | 370勝         | 1990年アイネスフウジン |                                                        |
| 根本康広 | 235勝         | 1987年メリーナイス     |                                                        |
| 本田優   | 757勝         |                        | 2006年カワカミプリンセス                               |
| 的場均   | 1440勝        | 1998年エリモエクセル   |                                                        |
| 松永幹夫 | 1400勝        | 1991年イソノルーブル   |                                                        |
| 安田隆行 | 680勝         | 1991年トウカイテイオー |                                                        |

レースでは、馬主（現在馬主登録していない物は関係者）の許可を得たうえで当時着用したものと同じ柄の勝負服を使用。複数勝利した騎手は太字で表示した馬の勝負服を着用した。なお岡部以外は全員、レース当時のJRA所属調教師である。

### 結果
| 着順 | 枠番 | 馬番 | 騎手     | 騎乗馬             | 性齢 | 負担 重量 | 勝時計 ・ 着差 | 勝負服 （当勝負服で騎乗した東京優駿・優駿牝馬勝利馬） |
| ---- | ---- | ---- | -------- | ------------------ | ---- | --------- | -------------- | ----------------------------------------------------- |
| 1    | 1    | 1    | 河内洋   | ゴールデンメドウ   | 牝4  | 53.5 kg   | 1:40.2         | 黄、赤袖、水色二本輪（アグネスフライト）              |
| 2    | 8    | 9    | 本田優   | メイショウモリゾー | 牡4  | 58.0 kg   | 3/4            | 桃、緑菱山形、袖緑二本輪（カワカミプリンセス）        |
| 3    | 3    | 3    | 安田隆行 | パスアンドゴー     | 牡7  | 55.0 kg   | クビ           | 白、青山形一本輪、桃袖（トウカイテイオー）            |
| 4    | 4    | 4    | 加藤和宏 | タマモシャイン     | 牡4  | 57.0 kg   | 3              | 黄、黒縦縞、赤袖（シャダイアイバー）                  |
| 5    | 5    | 5    | 岡部幸雄 | クウェストルージュ | 牡3  | 54.5 kg   | ハナ           | 緑、白襷、袖赤一本輪（シンボリルドルフ）              |
| 6    | 7    | 7    | 的場均   | マーズエクスプレス | 牝5  | 56.0 kg   | 1 1/2          | 水色、赤袖、黄二本輪（エリモエクセル）                |
| 7    | 6    | 6    | 松永幹夫 | モンテサファイヤ   | 牝4  | 54.0 kg   | 1 1/4          | 黄、水色袖、赤山形一本輪（イソノルーブル）            |
| 8    | 2    | 2    | 中野栄治 | ヤマニンイグジスト | 牡3  | 59.0 kg   | 5              | 桃、緑十字襷（アイネスフウジン）                      |
| 9    | 8    | 8    | 根本康広 | サイバートランス   | 牡7  | 57.5 kg   | 9              | 桃、黒鋸歯型（メリーナイス）                          |

### 問題点
第1回の開催に際しては下記のような問題が発生し、競馬マスコミの間で話題となった。

#### 準備期間の短さ
本レースの開催構想が明らかになったのは同年1月のことであり、既に騎手を引退して久しい人間が再度（エキシビションとはいえ）レースに騎乗できる状態にまで体を鍛えなおすには時間が不足しているとして参加を見送らざるを得なかった元騎手も複数いた。また参加が決定した元騎手に対しても騎乗馬や勝負服に関する詳細がなかなか連絡されなかったと言われており、一時は開催そのものが不安視されたこともあった。また、以前から構想があったものの一向に進展しないことからマスコミにこの構想の存在を明らかにしたのは根本である。

#### 競走条件
第1回の結果を見てもわかるように負担重量は参加者の体重によってばらばらであり（体重は当日計量のため負担重量は事前発表ができなかった）、上記のように準備期間が不足しまた元騎手に対し現役の騎手並みの減量を求めるのは酷であるということを差し引いても競走条件が同一とは言いがたい状態であった。また距離・コースについても第2回以降変更を求める意見もあり、特に東京競馬場以外でも同様のレースの開催を求める声が多い。

#### 練習環境
本来「トレセンや競馬場における競走馬への騎乗はJRAに籍のある者でないと行えない」という関係から、騎手引退後当時JRAの籍から離れて活動していた岡部に対し、騎乗に関する練習環境を提供できないという問題も発生した。この時はJRA側が調教終了後の時間帯にトレセンの馬場を開放し、乗馬に転用されている元競走馬を使うことで特別に騎乗練習を行える環境を用意したが、今後岡部と同様に競馬サークルの籍を離れて活動している元騎手（安田富男や大西直宏など）が参戦する場合には同様の問題が発生すると考えられている。

#### テレビ中継
第1回のレースは地上波の競馬中継では放送が行われず、場外勝馬投票券発売所（WINS）の場内テレビ及びグリーンチャンネルで放送が行われたのみであった（後にJRAの公式Webサイトでも動画のオンデマンド配信が行われた）。

## 第2回

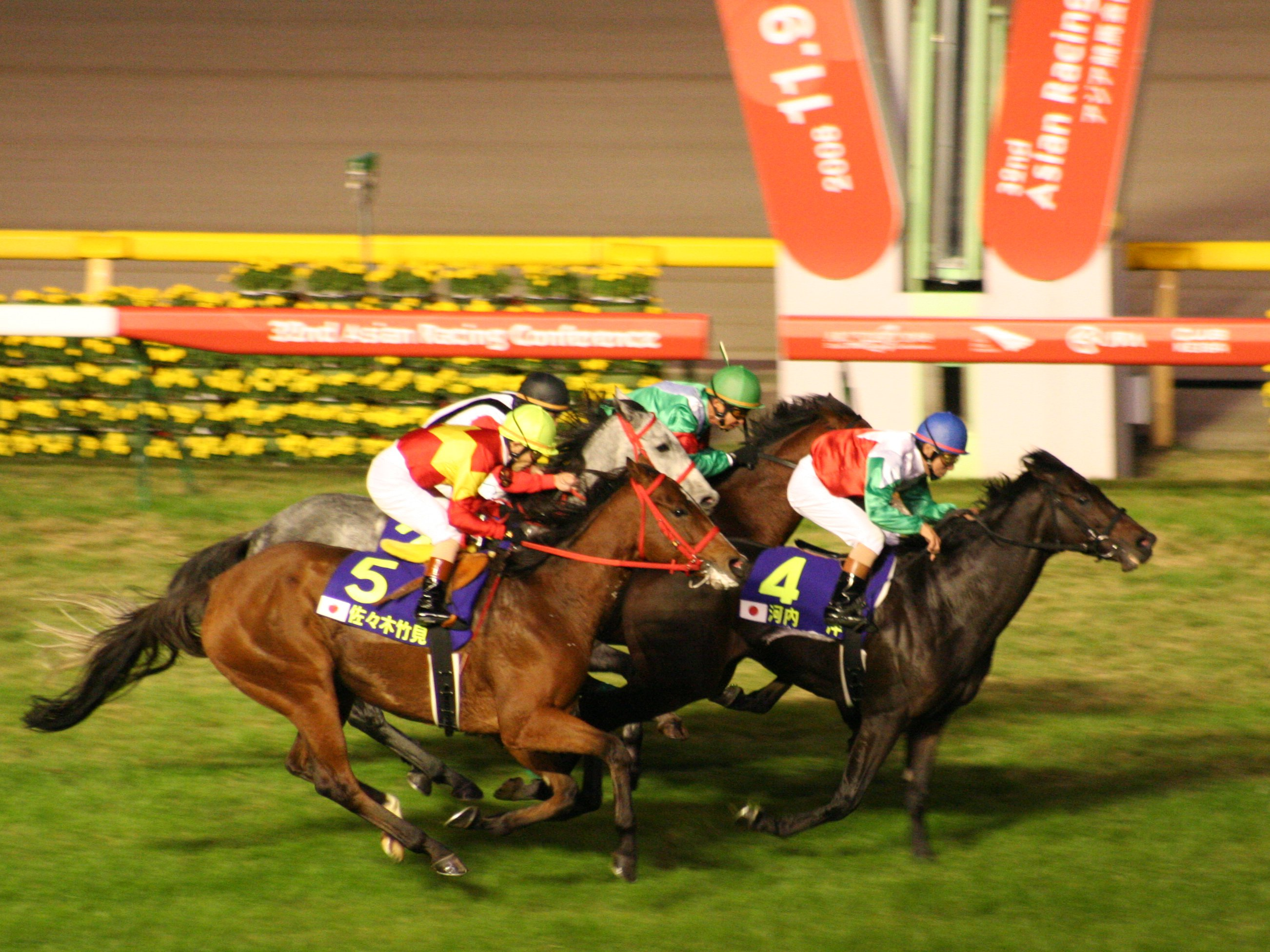
第2回ジョッキーマスターズ

### 概要
第32回アジア競馬会議が日本で開催されることから2008年11月9日（第5回東京競馬第2日）をアジア競馬会議デーとし、記念イベントとして第2回のジョッキーマスターズが東京競馬場で行われた。第1回同様最終レース終了後に行われ、コースも同様に芝コース1600mで行われた。
- 国際会議であることから地方競馬、日本国外からも引退騎手が参戦することとなり8名の騎手が出場。海外騎手2名はジャパンカップ勝利騎手から選ばれた。
- 当日は23年前にアジア競馬会議が開催された年に生まれたGI4勝馬のオグリキャップが来場し、昼休み中にパドックで披露され、その後ローズガーデン内ホースリンクで放牧された。
- 東京競馬場ではチャリティとして各騎手が勝利した主なレース写真が印刷された記念オッズカードを発売。バラ（8種類・各500円）と台紙つきセット（8枚組+9枚目としてオグリキャップのカード・5000円）が発売された。またバラのオッズカードには馬券のかわりとしてそれを模したオレンジ色の抽選券がついており、該当騎手が勝った場合に限りジャパンカップ当日のペア招待席などが当たるプレゼント抽選会に参加できた（抽選会は11月15日から11月30日までの第5回東京競馬開催時に東京競馬場で実施された）。
- 関東地区の14のWINSにて11月8・9日に優勝騎手予想クイズを行い、的中者の中から抽選で各出場騎手が勝利した主なレース写真が印刷された記念オッズカードが当たるキャンペーンが実施された（第1回はウインズ立川のみで行われた）。

### 出場騎手
※名前は五十音順
| 騎手名                         | 所属国・団体     | 通算勝利数 |
| ------------------------------ | ---------------- | ---------- |
| 岡部幸雄                       | 日本 JRA         | 2943勝     |
| ランス・アンソニー・オサリバン | ニュージーランド | 2479勝     |
| 河内洋                         | 日本 JRA         | 2111勝     |
| 佐々木竹見                     | 日本 NAR・川崎   | 7151勝     |
| 松永幹夫                       | 日本 JRA         | 1400勝     |
| 南井克巳                       | 日本 JRA         | 1527勝     |
| 安田隆行                       | 日本 JRA         | 680勝      |
| マイケル・ロバーツ             | 南アフリカ共和国 | 3964勝     |

### 結果
| 着順 | 枠番 | 馬番 | 騎手               | 騎乗馬             | 性齢 | 負担 重量 | 勝時計 ・ 着差 | 勝負服 （当勝負服で騎乗した競走馬）        |
| ---- | ---- | ---- | ------------------ | ------------------ | ---- | --------- | -------------- | ------------------------------------------ |
| 1    | 4    | 4    | 河内洋             | アウレウス         | 騸4  | 53.5 kg   | 1:37.4         | 赤、緑袖、白鋸歯形（レガシーワールド）     |
| 2    | 5    | 5    | 佐々木竹見         | ファディスタ       | 牝4  | 52 kg     | 1/2            | 赤、黄山形一文字（騎手服、テツノカチドキ） |
| 3    | 6    | 6    | 岡部幸雄           | ダイレクトシチー   | 牡3  | 55 kg     | アタマ         | 緑、白襷、袖赤一本輪（シンボリルドルフ）   |
| 4    | 2    | 2    | ランス・オサリバン | メジロヴィルゴ     | 牝4  | 55.5 kg   | クビ           | ※（ホーリックス）                          |
| 5    | 7    | 7    | マイケル・ロバーツ | アルファキャスパー | 騸8  | 62 kg     | 1 3/4          | ※（ランド）                                |
| 6    | 1    | 1    | 松永幹夫           | サウスグローリー   | 牡7  | 56 kg     | クビ           | 水色、赤十字襷、赤袖（ヘヴンリーロマンス） |
| 7    | 8    | 8    | 安田隆行           | ガットストロング   | 牡7  | 54 kg     | 3 1/2          | 白、青山形一本輪、桃袖（トウカイテイオー） |
| 8    | 3    | 3    | 南井克巳           | アクトレスシチー   | 牝3  | 58 kg     | 6              | 桃、紫袖（マーベラスクラウン）             |

なお今回の騎乗馬は現役から引退して間もないJRAの元競走馬が選定され、レースまでの調教を岡部幸雄が管理し現役騎手も調教をつけている。その後抽選により各騎乗馬が決定された。
レースの実況には前回と同じく元・関西テレビのアナウンサーである杉本、レース解説を後藤浩輝、根本康広が務めた。杉本が実況だった関係で杉本以外の司会進行役にはフジテレビジョン『みんなのケイバ』関係者が起用され鈴木淑子（準レギュラー）、川合俊一（MC）、細江純子（解説担当）が務めた。
馬場取締委員を日本騎手クラブ会長の柴田善臣が務め、パドックでのひき馬役には松岡正海・小林淳一・佐藤哲三・伊藤工真・内田博幸・北村宏司・石橋脩・田中博康の各騎手が担当した。誘導馬には日本馬として初めてジャパンカップを制したカツラギエースに騎乗した西浦勝一が騎乗。現役騎手からは柴田善臣、横山典弘、田中勝春、蛯名正義、武士沢友治が誘導馬に騎乗した。ウィナーズサークルでのスターター役は小島太が務めた。
またラジオNIKKEIは第1放送の中央競馬実況中継の放送時間を延長して、東京競馬の後半のレースを担当した舩山陽司の実況でレースの模様を生中継。だが前記の関係で、競馬場内では杉本の実況が公式として放送された。

### 問題点
第1回同様、好評のうちに幕を閉じたが以下のような問題点があった。

#### 天候
当日は生憎低い雲が立ち込めており、昼間でも暗いような状況であった。なおかつ11月のレース終了後なので日没の時間近くにレースが行われ、実質ナイター競馬のような状況で行われた。3コーナーの大欅付近を通過した際、杉本の実況でも「暗くてよく見えません」というほどだった。このレースのゼッケンは紫紺地に黄文字のものが使われていた。また上記のような天候のためかパドックでフラッシュ撮影するファンが多く（フラッシュが自動で焚かれてしまう可能性が高い）、鈴木が何度も注意を促していた。

#### 負担重量
第1回同様、騎手による負担重量の差が大きくなった。佐々木が52kgで（実際の体重は45kgで鉛で調整した）あるのに対しロバーツは62kgと、ハンデ戦でも滅多にありえないような負担重量の差となった。本馬場入場の際、杉本はロバーツの負担重量に対し「ドイツでちょっと遊びすぎたのか、62 kg!」と実況し、解説の後藤も「今年は若干1名太り過ぎのジョッキーがいる。彼に馬に乗れるのかと聞いたらNoと言ってました。」と解説したほどである。58kgの南井に対しても「ちょっと太って58kg!」と実況している（第1回の中野にも同様の実況がされている）。

#### アナウンス
レース終了後にチャリティオークションが行われたが、そのオークションイベント終了のアナウンスで「現在京王線が運転見合わせ」とあったが実際に運転を見合わせていたのはJR中央線快速電車であった。そのため京王線の府中競馬正門前駅では、「京王線は全線平常どおりの運行です。現在運転を見合わせているのはJR中央線です。」と急遽アナウンスする等混乱した光景が見られた。